# Raissac-sur-Lampy
Raissac-sur-Lampy település Franciaországban, Aude megyében. Lakosainak száma 466 fő (2022. január 1.). Raissac-sur-Lampy Alzonne és Saint-Martin-le-Vieil községekkel határos.

## Népesség
A település népessége az elmúlt években az alábbi módon változott:
| Lakosok száma | 176  | 206  | 190  | 251  | 429  | 447  | 456  | 451  | 462  | 466  |
|               | 1968 | 1982 | 1990 | 2006 | 2013 | 2015 | 2017 | 2019 | 2020 | 2022 |